# Jacques Cabero
Pas d'image ? Cliquez ici

a Compétitions nationales et continentales officielles uniquement.

b Matchs officiels uniquement.
Santiago Cavero dit Jacques Cabero, né le 13 mai 1947 à Labastide-Saint-Pierre et mort le 15 mars 2017 à Villelongue-dels-Monts, est un joueur français de rugby à XIII évoluant au poste de talonneur ou de pilier. Il effectue sa carrière au sein de deux clubs, tout d'abord le XIII Catalan avec lequel il réalise le doublé Coupe/Championnat de France en 1969, puis à partir de 1972 avec Pia avec lequel il remporte la Coupe de France en 1975.
Ses performances en club lui ouvrent les portes de la sélection française entre 1968 et 1972 y disputant notamment la Coupe du monde 1970.

## Biographie
Après des débuts en rugby à XV à Canohés, puis à Argelès, il rejoint les juniors du XIII Catalan en 1966. Il y devient également international junior dans l'équipe de France de rugby à XIII.
Au haut niveau, il forme avec Francis Mas et Raymond Rébujent la redoutable ligne d'avants du XIII Catalan et remporte le titre de Championnat de France en 1969, suivi d'une Coupe de France la même année accompagné cette fois-ci par Pierre Hors. Il participe l'année suivante à la Coupe du monde 1970 au cours de laquelle il bat l'Australie 17-15.
Il quitte en 1972 le XIII Catalan pour le rugby à XV et Perpignan, mais après deux mois il revient au rugby à XIII à la suite de l'interdiction à son encontre de l'International Rugby Board de jouer dans le Championnat de France de rugby à XV au même titre que Jean Capdouze et Claude Mantoulan en raison de leur passé treiziste.
Il rejoint alors Pia et ajoute une nouvelle ligne à son palmarès en remportant la Coupe de France en 1975 contre Marseille.

## Palmarès

### En club
- Vainqueur du Championnat de France : 1969 (XIII Catalan).
- Vainqueur de la  Coupe de France : 1969 (XIII Catalan) et 1975 (Pia).
- Finaliste du Championnat de France : 1970 (XIII Catalan).